# Tessys-Methode
Bei der Tessys-Methode (Transforaminal Endoscopic Surgical System) handelt es sich um ein minimal-invasives Operationsverfahren zur endoskopischen Entfernung eines Bandscheibenvorfalls. Eine Überlegenheit gegenüber der offenen Mikrodiskektomie konnte bislang jedoch nicht nachgewiesen werden.
Das Tessys-Verfahren wurde in den 2000er Jahren in Deutschland entwickelt. 2011 gibt es etwa 50 Kliniken und Zentren in Deutschland, die das Tessys-Verfahren anwenden, weltweit sind es etwa 200 Kliniken und Zentren. Die Tessys-Operationsmethode wird sowohl in Krankenhäusern als auch in ambulanten Operationszentren angewandt und ist in Deutschland nach DRG-Fallpauschalen vergütet.

## Operatives Vorgehen
Bei der Tessys-Methode entfernt der Chirurg einen Bandscheibenvorfall über den lateralen transforaminalen endoskopischen Zugangsweg. Dieser chirurgische Zugang ist besonders schonend für den Patienten. Dabei befindet sich der Patient in stabiler Seiten- oder Bauchlage. Der Eingriff kann in Vollnarkose oder in Analgosedierung durchgeführt werden. Nach einem Hautschnitt wird mit einem speziellen Trokar unter Bildwandler-Kontrolle ein Zugang zum Zwischenwirbelloch (Foramen intervertebrale) geschaffen. Muskulatur und Bindegewebe werden dabei zur Seite geschoben. Ist der Führungsdraht korrekt platziert, wird durch eine Arbeitshülse stufenweise mit speziellen Instrumenten erweitert. Schließlich kann das ausgetretene Bandscheibengewebe mithilfe eines Operationsmikroskops dargestellt und entfernt werden.
Mit der Tessys-Methode können nahezu alle Bandscheibenvorfälle und -sequester, unabhängig von ihrer Position, durch den lateralen transforaminalen Zugang entfernen. Sie eignet sich jedoch besonders für seitlich ausgetretene (laterale) Bandscheibenvorfälle, welche den Spinalnerven direkt im Foramen intervertebrale bedrängen.

## Studien
Zu Fortschritten und Erfolgen in der minimal-invasiven endoskopischen Bandscheibenchirurgie wurden zwar bereits Studien durchgeführt, um Erfolgs- und Komplikationsrate jedoch im Sinne der EBM beurteilen zu können, bedarf es weiterer Untersuchungen. Eine Überlegenheit der Tessys-Methode verglichen mit der konventionellen Vorgehensweise konnte bislang jedoch nicht dargelegt werden.